# Preston North End F.C.
Preston North End Football Club – angielski klub piłkarski z miasta Preston w północnej Anglii występujący w Championship. Jest to zespół, który w 1889 roku jako pierwszy zdobył tytuł mistrza kraju, a zarazem tzw. podwójną koronę („The Double”), ponieważ w tym samym roku oprócz mistrzostwa wygrał także w rywalizacji o puchar kraju.

## Obecny skład
Stan na 9 sierpnia 2018
| Nr | Poz. | Piłkarz              |
| -- | ---- | -------------------- |
| 1  | BR   | Declan Rudd          |
| 2  | OB   | Darnell Fisher       |
| 3  | OB   | Josh Earl            |
| 4  | PO   | Ben Pearson          |
| 5  | OB   | Tom Clarke (kapitan) |
| 6  | OB   | Ben Davies           |
| 7  | NA   | Callum Robinson      |
| 8  | PO   | Alan Browne          |
| 9  | NA   | Louis Moult          |
| 10 | PO   | Josh Harrop          |
| 11 | PO   | Daniel Johnson       |
| 12 | PO   | Paul Gallagher       |
| 13 | BR   | Michael Crowe        |
| 14 | OB   | Jordan Storey        |
| 15 | OB   | Calum Woods          |
| 17 | PO   | Daryl Horgan         |
| 18 | PO   | Ryan Ledson          |

| Nr | Poz. | Piłkarz                                         |
| -- | ---- | ----------------------------------------------- |
| 19 | NA   | Graham Burke                                    |
| 21 | PO   | Brandon Barker (wypożyczony z Manchesteru City) |
| 22 | BR   | Chris Maxwell                                   |
| 23 | OB   | Paul Huntington                                 |
| 24 | NA   | Seán Maguire                                    |
| 25 | OB   | Kevin O'Connor                                  |
| 26 | NA   | Michael Howard                                  |
| 27 | NA   | Connor Simpson                                  |
| 29 | NA   | Tom Barkhuizen                                  |
| 30 | PO   | Jack Baxter                                     |
| 31 | OB   | Thomas Stead                                    |
| 32 | PO   | Adam O'Reilly                                   |
| 39 | NA   | Billy Bodin                                     |
| 40 | OB   | Andy Boyle                                      |
| 42 | PO   | Ben Pringle                                     |
| 44 | OB   | Marnick Vermijl                                 |

## Sukcesy
- Mistrzostwo Anglii (2): 1889, 1890
- Puchar Anglii (2): 1889, 1938
- Football League War Cup: 1941

## Klubowe rekordy
- Najwyższa frekwencja: 42 684 (widzów) z Arsenalem, 23 kwietnia 1938 (Football League First Division)
- Najwyższe pucharowe zwycięstwo: 26:0 z Hyde, FA Cup, 15 października 1887
- Najwyższe ligowe zwycięstwo: 10:0 z Stoke, 14 września 1889 (Football League Division One)
- Najwyższa ligowa porażka: 0:7 z Blackpool, 1 maja 1948 (Football League Division One)
- Najwięcej zdobytych punktów w lidze: 95 (sezon 1999/2000], Football League Second Division)
- Najwięcej zdobytych bramek w lidze: 100 (sezon 1927/1928, Football League Second Division)
- Najwięcej bramek (w sezonie): Ted Harper – 37 (sezon 1932/1933, Football League Second Division)
- Najwięcej bramek (w sumie): Tom Finney – 187 (lata 1946–1960)
- Najwięcej występów w lidze: Alan Kelly Sr. – 447 (lata 1961–1975)
- Najwyższa suma transferu (uzyskana): 5 milionów funtów, Jonathan Macken, Manchester City (marzec 2002)
- Najwyższa suma transferu (wydana): 1,5 miliona funtów, David Healy, Manchester United (grudzień 2000)